# 킹 프린세스
킹 프린세스(King Princess, 1998년 12월 19일 ~ )는 미국의 싱어송라이터이다. BBC 사운드 오브 2019에서 2위를 했다.

## 음반 목록

### 정규 음반
- Cheap Queen (2019)

### EP
- Make My Bed (2018)
- Hit the Back (2019)